# Zamach stanu w Syrii (1966)
Zamach stanu w Syrii w 1966 – zamach stanu przeprowadzony w Syrii przez radykalną frakcję rządzącej partii Baas w dniach 21–23 lutego 1966 roku. W jego rezultacie z elity władzy wyeliminowana została frakcja umiarkowana tejże partii (zwana aflakistami, od nazwiska przywódcy Michela Aflaka), a nowy rząd Syrii przyjął kurs radykalnie socjalistyczny. Faktycznie na czele państwa stanął Salah Dżadid, formalnie niepełniący stanowisk państwowych.

## Tło wydarzeń
8 marca 1963 r. oficerowie tworzący tajny Komitet Wojskowy partii Baas oraz pozyskani przez nich do współpracy wojskowi o przekonaniach naserowskich przeprowadzili zamach stanu. Prezydent Nazim al-Kudsi i rząd zostali obaleni, a władzę w kraju przejęła Narodowa Rada Dowództwa Rewolucji. Najważniejsze decyzje podejmowali jednak, poza posiedzeniami rady, członkowie Komitetu Wojskowego, przede wszystkim jego liderzy Muhammad Umran, Salah Dżadid i Hafiz al-Asad. Jeszcze na przełomie marca i kwietnia 1963 r. zwolennicy partii Baas, na czele z ministrem spraw wewnętrznych gen. Aminem al-Hafizem usunęli naserystów z wojska. W rezultacie zwolennicy Abdel Nasera (który odnosił się do partii Baas z głęboką niechęcią) i nowego zbliżenia z Egiptem wystąpili również z rządu. Pragnąc odzyskać władzę, 18 lipca 1963 r. naseryści pod wodzą płk. Dżasima Alwana zorganizowali kolejny zamach stanu. Został on jednak udaremniony. 
Po skonsolidowaniu władzy partia Baas nie miała jednolitego, akceptowanego przez całą organizację programu politycznego. W jej obrębie trwały spory ideologiczne, personalne oraz wyznaniowe. Między wrześniem 1963 r. a grudniem 1965 r. kilkakrotnie zmieniał się rząd; naprzemiennie kierowali nimi baasistowscy radykałowie i umiarkowani. W końcu roku 1965 premierem Syrii został Salah ad-Din al-Bitar, jeden z liderów drugiej z frakcji. Zapowiedział on rezygnację z nacjonalizacji przemysłu i naśladowanie w praktyce politycznej zachodnioeuropejskich partii socjaldemokratycznych. Równocześnie w Narodowej Radzie Dowództwa Rewolucji przegłosowana została rezolucja zapowiadająca likwidację jednego z organów kierowniczych partii Baas – Przywództwa Regionalnego, w którym zasiadała większość radykałów (stąd też określanie ich jako frakcji regionalistów). W tej sytuacji radykałowie na czele z Dżadidem i al-Asadem rozpoczęli przygotowania do przejęcia władzy na drodze przewrotu wojskowego.

## Zamach stanu i jego skutki
Zamach stanu miał miejsce 23 lutego 1966 r. i był najkrwawszym przewrotem wojskowym w historii niepodległej Syrii. Głowa państwa, gen. Amin al-Hafiz, został aresztowany przez grupę pod dowództwem kapitana Salima Hatuma. Al-Hafiz nie poddał się od razu, lecz bronił się przy pomocy lojalnych żołnierzy w swoim domu; w walce zginęło 50 osób, a generał i jego córka zostali ciężko ranni. Druga grupa zamachowców, wspierająca poprzednią, działała pod dowództwem Izzata Dżadida. Organizatorzy zamachu zdobyli poparcie jednostek stacjonujących w Damaszku, którymi dowodzili w większości oficerowie pochodzenia alawickiego i druzyjskiego. Wielu z nich uzyskało stanowiska dzięki wcześniejszej protekcji Dżadida i al-Asada, którzy również byli alawitami. Pewien opór stawiły natomiast dowodzone przez sunnitów (często skierowanych na podrzędne stanowiska już za rządów partii Baas) jednostki stacjonujące w Aleppo, Hims, Hamie i Latakii. Główny ideolog partii Baas i jej współtwórca Michel Aflak spodziewał się aresztowania po zamachu, to jednak nie nastąpiło; został natomiast zmuszony do emigracji.
Prezydentem Syrii po zamachu stanu został Nur ad-Din al-Atasi, premierem zaś Jusuf Zu’ajjin – obaj wywodzili się z frakcji regionalistów. Hafiz al-Asad został ministrem obrony, natomiast stanowisko szefa sztabu objął Ahmad Suwajdani, również zwolennik radykalnej frakcji w partii. Faktycznie jednak najpotężniejszą osobą w kraju stał się Salah Dżadid, który nie objął żadnego stanowiska, pozostając jedynie zastępcą sekretarza generalnego Przywództwa Regionalnego partii Baas. Nowy rząd przyjął radykalnie socjalistyczny kurs w polityce wewnętrznej, zaś w polityce zagranicznej zaczął blisko współpracować z ZSRR, a za swoje główne zadanie uznał walkę o niepodległą Palestynę. Był to najradykalniejszy rząd w historii Syrii. Salah Dżadid rządził krajem do roku 1970, gdy został obalony w kolejnym przewrocie przeprowadzonym przez Hafiza al-Asada.